# 圣米格尔-杜斯米拉格里斯
圣米格尔-杜斯米拉格里斯（葡萄牙語：São Miguel dos Milagres）是巴西阿拉戈斯州的一个市镇。总面积65.19平方公里，总人口7108人，人口密度109人/平方公里。